# Житийная икона

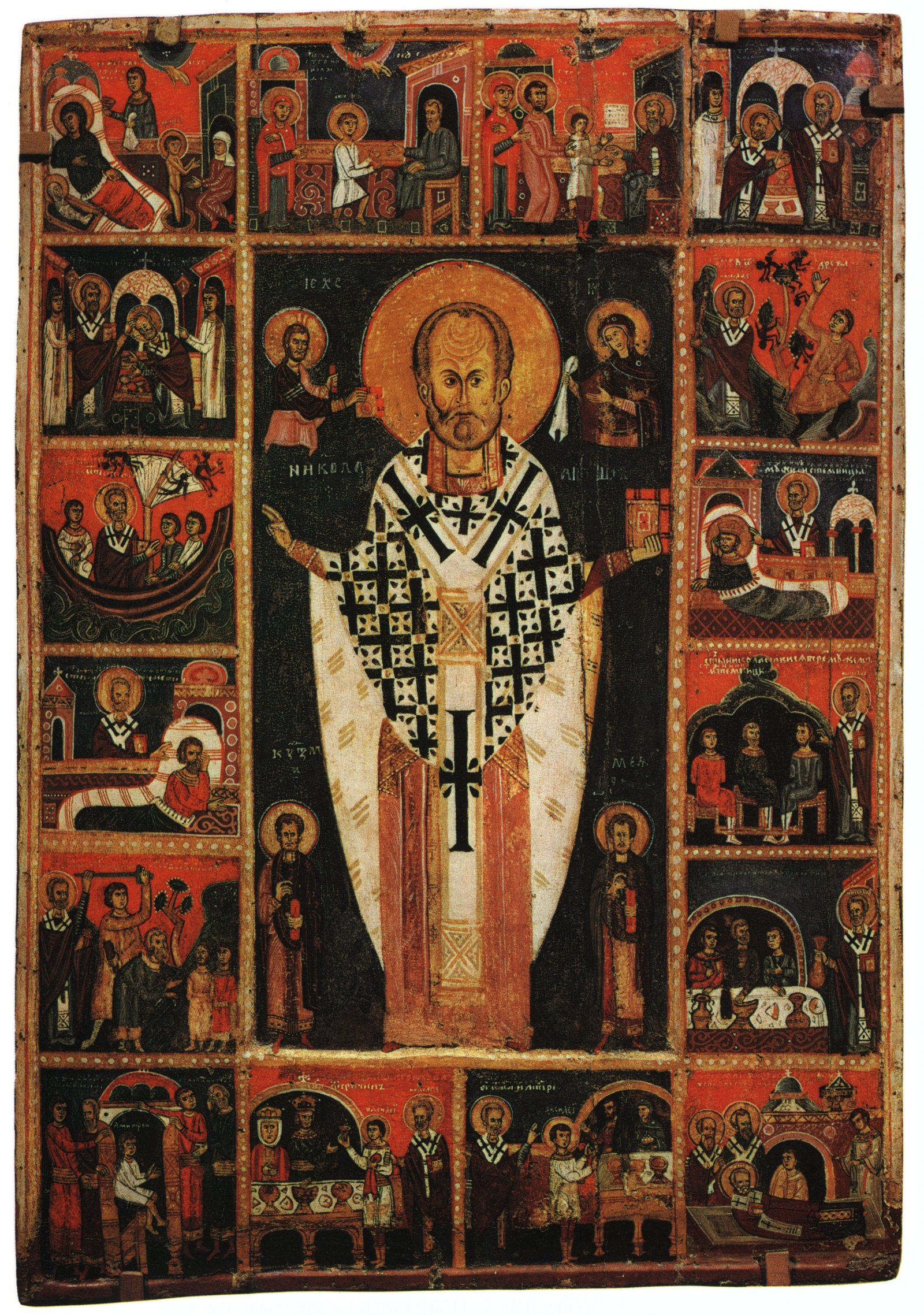
Икона Святой Николай Чудотворец с житием. XIV век. Государственный Русский музей

Жити́йная икона (от житие) — икона, в центре (среднике) которой располагается изображение святого, а на полях в отдельных композициях (клеймах) — сюжеты из его жития.
Самые ранние из известных житийных икон датируют IX веком. Особо много житийных икон создавалось на рубеже XII и XIII веков, и большинство из них происходит из монастыря Святой Екатерины на Синае. Эти иконы в большинстве своём имеют большие размеры и были местными образами в храмах или приделах, освящённых в честь изображённых на них святых.
Клейма со сценами из жития святого на иконе располагаются слева направо, при этом без учёта того, что в среднике расположен центральный образ: то есть чтение сюжетов, помещённых вокруг средника с образом святого, начинается с левого верхнего клейма, продолжается по верхнему полю, затем попеременно слева направо на боковых полях и заканчивается в правом углу нижнего поля. Сцены в клеймах иногда сопровождаются пояснительными надписями, обычно цитатами из житий.
Житийная икона имеет особенность, показывая на клеймах жизнь святого во времени и чудеса, происшедшие после его смерти, быть вневременной — открывать сущность жизни святого в Вечности, где время не имеет продолжительности. Таким образом, святой, написанный в среднике, изображён как победитель, преодолевший жизненное испытание и прославившийся, а клейма — как венок Славы.
Появляются с IX века в Византии, откуда распространились на Русь, Балканы, Италию. Древнейшей русской житийной иконой является образ пророка Илии из церкви села Выбуты (конец XIII — начало XIV века).
Житийные иконы могут изображать не только святых, но чудотворные иконы Пресвятой Богородицы.